# KHR-1 (대한민국)
KHR-1(KAIST Humanoid Robot Platform-1)는 KAIST가 2001년에 개발을 시작하여 2002년에 발표한 휴머노이드 로봇이다. 실생활에서 사람들에게 서비스를 제공할 수 있는 정도의 크기의 로봇으로서(키 120 cm, 몸무게 48 kg), 2003년 8월, 국내 최초로 이족 보행을 동적으로 구현하는 데에 성공하였다. 총 21개의 자유도를 보유하고 있으며, 직진보행, 좌우보행, 곡선 보행이 가능하며, 1 km/h의 보행속도를 기록하였다. 이는 이후 개발된 KHR-2와 Hubo(KHR-3)의 모태가 되었다.